# Pelagianizm
Pelagianizm – we wczesnym chrześcijaństwie od początku V w. pogląd teologiczny, którego pierwszym propagatorem był Pelagiusz (IV i V w.). Rozwijał się głównie w Italii i Północnej Afryce. W wyniku kontrowersji wewnątrzkościelnej, uznany przez synody katolickie i papieży, a następnie Sobór efeski (431) za niezgodny z doktryną chrześcijańską, czyli herezję.

## Główne tezy pelagianizmu
Przekonanie o sile i jakości ludzkiej natury było podstawową zasadą nauki Pelagiusza. Teolog ten wierzył, że natura ludzka, jako stworzona przez Boga, jest zdolna przezwyciężyć grzech i osiągnąć świętość. Grzech pierworodny popełniony przez Adama był jedynie „złym przykładem”, jego skutki nie przeszły na potomstwo pierwszych rodziców w postaci zepsutej natury. Podobnie widział pelagianizm rolę Jezusa Chrystusa – jako „dającego dobry przykład”. Człowiek, przez naśladownictwo Chrystusa, może się sam wyzwolić z grzechu, dzięki temu, że z natury został stworzony jako mający wolną wolę (liberum arbitrium). Pelagianie rozumieli łaskę Bożą jako światło pomocne człowiekowi w jego pracy moralnej dla dokonywania dobrych wyborów i dostrzegania właściwych wzorców postępowania. Wolnej woli przeszkadzają zły wpływ otoczenia i skutki własnych grzechów człowieka. Pelagiusz bronił bardzo samodzielności ludzkiej woli, nie była ona według niego niczym zdeterminowana, także przez Boga.
Piet Schoonenberg SJ, czerpiąc z dwóch dzieł Augustyna z Hippony, Dzieje procesu Pelagiusza XI, 23 (PL 44,333) oraz O łasce Chrystusa i grzechu pierworodnym ks. 2, XI 12 (PL 44,390) przedstawił następującą listę głównych tez pelagianizmu:
1. Adam został stworzony jako śmiertelny i umarłby niezależnie od tego, czy by zgrzeszył, czy nie.
2. Grzech Adama dotknął jedynie jego samego, a nie całą ludzkość.
3. Prawo wprowadza ludzi do Królestwa Bożego równie dobrze jak Ewangelia.
4. Przed przyjściem Chrystusa istnieli ludzie bez grzechu.
5. Dzieci nowo narodzone są w tym stanie, w jakim się znajdował Adam, zanim zgrzeszył.
6. Przez śmierć lub grzech Adama nie umiera cała ludzkość, dokładnie tak samo jak nie cała ludzkość zmartwychwstanie przez zmartwychwstanie Chrystusa.
7. Mariusz Merkator w dziele Liber subnotationum in verba Juliani praef. 5 (PL 48,114) uzupełnił tę listę jeszcze jednym twierdzeniem: Niemowlęta mają życie wieczne, nawet jeśli nie zostaną ochrzczone[5].

Pelagianizm jako system został rozwinięty przez uczniów Pelagiusza: Celestiusza (IV wiek/V w.) i Juliana z Eclanum (ok. 386–454).

## Stanowisko Kościoła wobec pelagianizmu
Po kilku latach burzliwego rozeznawania i dialogu biskupów afrykańskich m.in. także z Rzymem, oraz przesłuchań Pelagiusza i Celestiusza na synodach, tezy uznane przez biskupów za niezgodne z tradycyjnym nauczaniem chrześcijańskim zostały streszczone w 8 kanonach i potępione przez XVI(XV) Synod w Kartaginie w 418 r. Akta synodu zostały podpisane przez papieża Zozyma I, który też rozesłał w tej sprawie encyklikę zwaną Epistula Tractoria do wszystkich patriarchów Wschodu.
Pelagianizm został uznany za herezję na Soborze w Efezie w 431 r. (choć nie był to główny przedmiot obrad). Potępienie tez pelagiańskich zostało powtórzone na synodzie w Orange (Concilium Arausicanum (łac.)) w 529 r., pod przewodnictwem św. Cezarego z Arles, a następnie przez Sobór Trydencki w 1546 r. w dekrecie O Grzechu Pierworodnym w kontekście odrzucenia nauk Marcina Lutra.
Zdecydowanym przeciwnikiem pelagianizmu był św. Augustyn z Hippony (354–430), Hieronim ze Strydonu oraz Mariusz Merkator.

## Próby rehabilitacji Pelagiusza
Niektórzy teolodzy współcześni formułują tezę o stronniczym, zbyt negatywnym potraktowaniu doktryny samego Pelagiusza, twierdząc, że była mniej błędna niż sam pelagianizm, i apelują o reinterpretację dzięki wykorzystaniu jego ocalałych dzieł.
Poddając takiej reinterpretacji, E. Florkowski korzystając z krytycznego wydania A. Soutera Pelagiuszowego Komentarza do trzynastu listów św. Pawła, przychylił się do opinii J. Ernsta, a także wielu znacznie starszych autorów, zwłaszcza ze szkoły tomistycznej w Salamance, którzy uznawali, że Pelagiusz dopuszczał pojęcie swoiście rozumianej łaski działającej wewnątrz człowieka.
Badając ponownie także nauczanie Pelagiusza na temat grzechu pierworodnego, K. Obrycki potwierdził błędność, w kontekście katolickim, jego doktryny. Autor ten wykazał, że chociaż Pelagiusz uważał Adama za pierwszego sprawcę grzechu, jednak jako zwolennik kreacjonizmu był zdecydowanym przeciwnikiem traducjanizmu, odrzucał prawdę o dziedziczeniu grzechu wraz z naturą Adama (massa Adae) przez potomków. Adam moralnie źle wpłynął na rodzaj ludzki, ale jedynie poprzez to, że dał przykład grzeszenia (exemplum delicti), stając się, w konsekwencji, wzorem grzechu (forma delicti).